# NASAMS 2

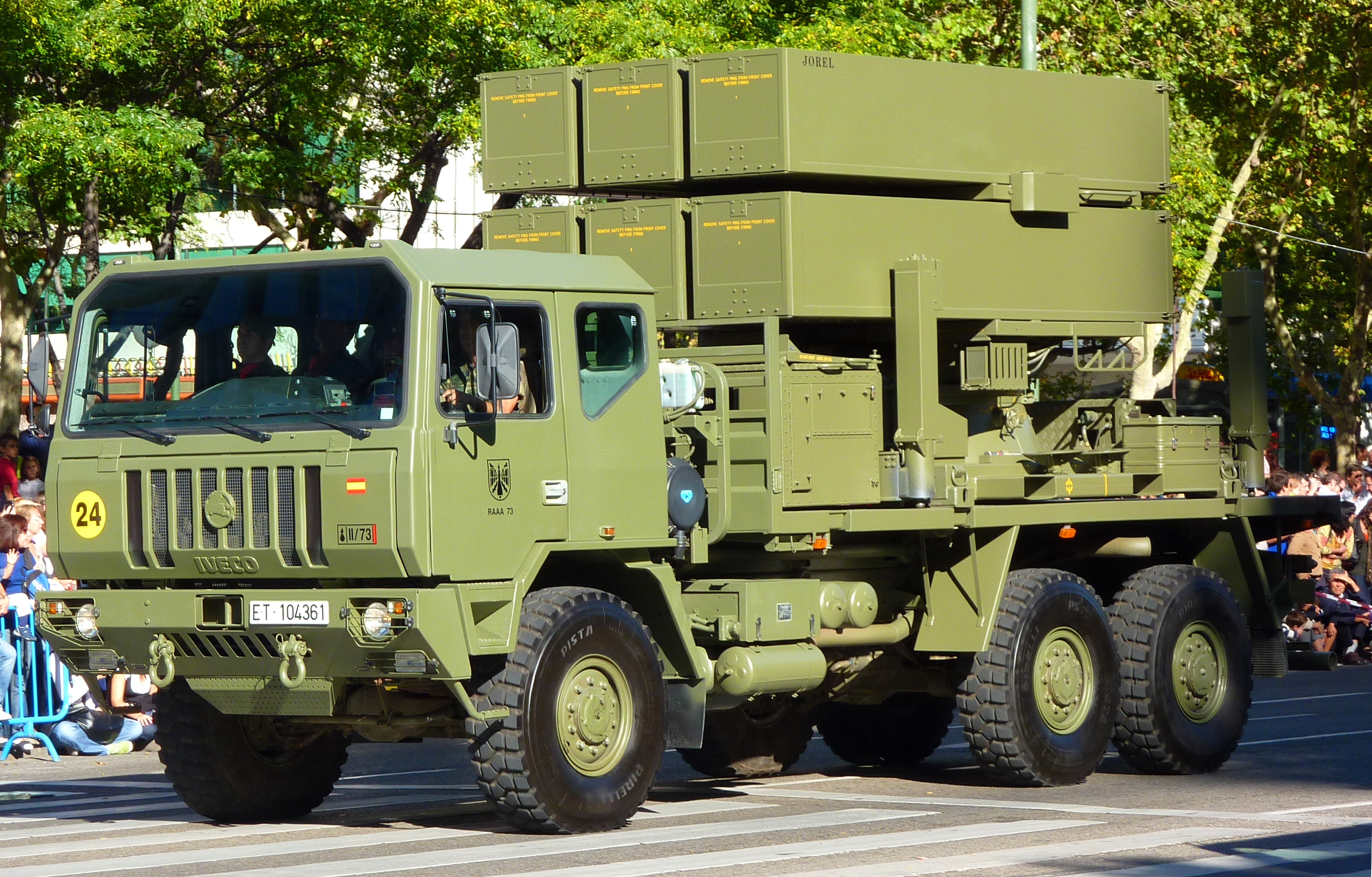
Lanceur NASAMS 2 de l'Armée de terre espagnole, pendant une parade militaire en 2009.

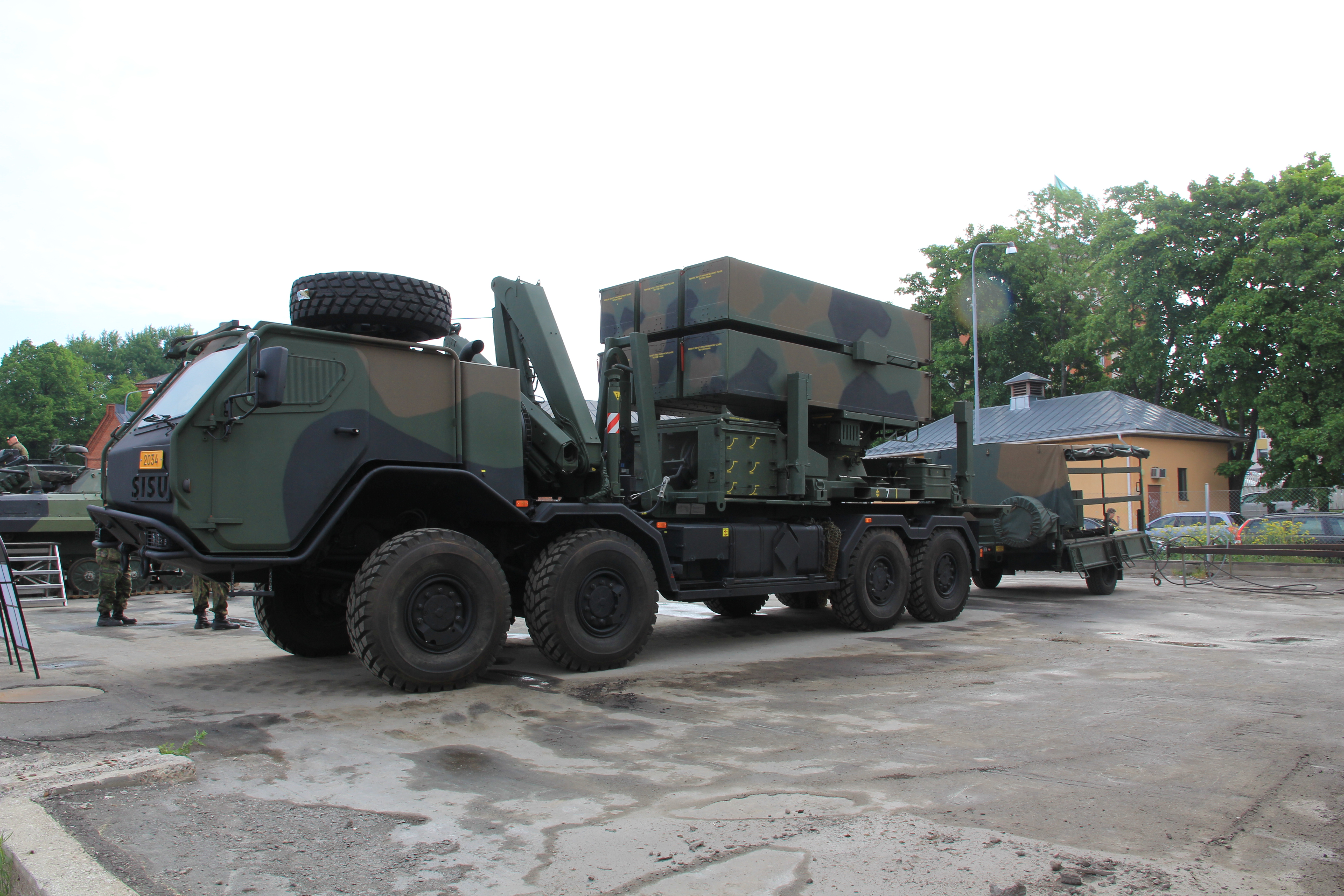
Lanceur NASAMS 2 Sisu E13TP finlandais.

Le Norwegian Advanced Surface-to-Air Missile System 2, ou plus simplement NASAMS 2, est un système de défense aérienne à moyenne portée, à architecture en réseau et constitué de nombreux modules. Comme son prédécesseur, le NASAMS, il a été conçu par la compagnie norvégienne Kongsberg Gruppen. Il est une version améliorée de ce système et est en service opérationnel depuis 2007. Depuis 2019, le NASAMS 3 est entré en service.

## Caractéristiques
Une batterie de missiles sol-air NASAMS 2 complète consiste en douze lanceurs de missiles (LCHR), chacun transportant six missiles SL-AMRAAM, huit radars 3D en bande X AN/MPQ-64 Sentinel - F1 Improved Sentinel -, un centre de contrôle de mise à feu (CTOC), un véhicule à caméra électro-optique Rheinmetall MSP500) et un véhicule-cellule de contrôle tactique (TCC, Tactical Control Cell). Le NASAMS a une portée effective d'environ 25 km avec les missiles AIM-120C-5 et de 30 km avec les AIM-120C-7. Les AIM-120C lancés au sol ont toujours une altitude d'interception maximale de près de 21 km et minimale d'une trentaine de mètres, ce qui est suffisant pour menacer les avions de combat habités même à l'altitude maximale. Ils peuvent engager des cibles allant jusqu'à Mach 2,9. 
Il faut 15 minutes pour que la batterie se mette en position de tir, environ 10 secondes pour engager une cible après détection, et trois minutes pour quitter sa position.
Les mises-à-jour concernent :
- De nouveaux radars, qui peuvent être installés sur un grand nombre de véhicules divers. Ils possèdent leur propre alimentation en courant et peuvent traiter et distribuer les données de manière indépendante. Les véhicules peuvent être interconnectés par des liaisons radio, des câbles, la Multi Rolle Radio, ou le réseau crypté norvégien TADKOM ;
- Les radars ont un spectre de fréquences plus large, et des vitesses de rotation variables. Ils disposent également d'une capacité améliorée de détection et de suivi des cibles ;
- Chaque module peut déterminer de manière automatique sa propre position, grâce à une boussole et des systèmes GPS intégrés ;
- Les modules-centres de commandement peuvent être eux aussi montés sur de nombreux types de véhicules ;
- Le capteur électro-optique MSP500 est équipé d'un télémètre laser et d'une caméra TV, ainsi que d'une caméra thermique évoluée. Ces éléments peuvent être utilisés pour tirer les missiles de manière passive, ce qui a été testé avec succès.

Le système de contrôle peut se désengager de ses capteurs, afin de devenir moins visible

## Utilisateurs

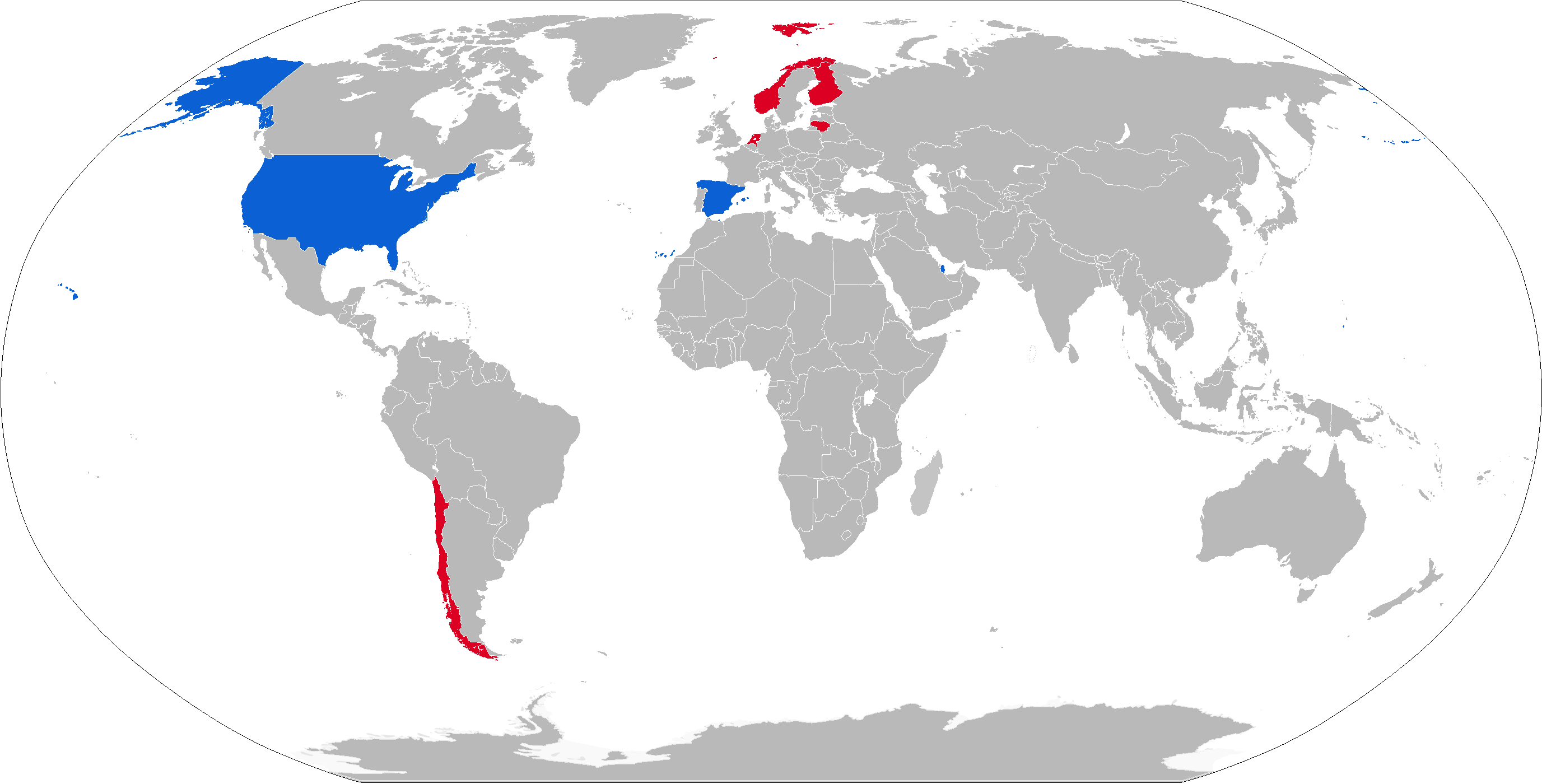
Utilisateurs du NASAMS
Utilisateurs du NASAMS 2

Cette liste ne présente que les utilisateurs du NASAMS 2, excluant le NASAMS original, encore en utilisation en Espagne et aux États-Unis :
- Chili : en service depuis 2013
- Égypte : commande en 2025 de 4 batteries[3]
- Finlande
- Pays-Bas
- Norvège
- Qatar : commande en 2019